# Walter Houser Brattain
Walter Houser Brattain (Xiamen, Fujian, Kina, 10. veljače 1902. – Seattle, Washington, SAD, 13. listopada 1987.) bio je američki fizičar. Doktorirao je (1929.) na Sveučilištu u Minnesoti. Radio je u Nacionalnom institutu za standarde i tehnologiju (NIST), a od 1929. u Laboratorijima Bell Telephone, gdje je istraživao električna svojstva poluvodiča. Otkrio je fotoelektrični učinak na površini poluvodiča. Tijekom Drugog svjetskog rata razvio je osjetljivi magnetometar kojim su se mogle detektirati podmornice. Poslije 1945. bavio se temeljnim istraživanjima u fizici čvrstoga stanja. Ispitujući ponašanje kristala germanija, s J. Bardeenom i W. B. Shockleyem pronašao pojavu koja je dovela do izuma tranzistora, za što je s njima 1956. podijelio Nobelovu nagradu za fiziku.

## Tranzistor
Tranzistor (engl. transistor, od trans[fer] [res]istor: prijenosni otpornik) je aktivni poluvodički element s trima elektrodama. Razlikuju se bipolarni i unipolarni tranzistori. Promjenom ulazne struje bipolarnoga tranzistora ili ulaznoga napona unipolarnoga tranzistora upravlja se strujom u izlaznom krugu. U analognim sklopovima tranzistori se primjenjuju ponajprije za pojačanje signala, a u digitalnim sklopovima kao upravljane sklopke. Naziv tranzistor potječe iz 1947., kada su američki istraživači J. Bardeen, W. H. Brattain i W. B. Shockley konstruirali prvi germanijski bipolarni tranzistor.

### Bipolarni tranzistor
Bipolarni tranzistor sastoji se od triju slojeva poluvodiča, s kontaktima emitera (E), baze (B) i kolektora (C). Postoje NPN tranzistori i PNP tranzistori (poluvodiči). Kod NPN tranzistora baza P tipa poluvodiča napravljena je između emitera i kolektora koji su N tipa, dok su kod PNP tranzistora slojevi emitera, baze i kolektora suprotnoga tipa. U radu bipolarnoga tranzistora sudjeluju oba tipa nosilaca. U normalnom aktivnom području rada tranzistora emiter injektira nosioce u bazu. Manji dio nosilaca gubi se (rekombinira) u uskoj bazi, čineći malu struju baze, a veći dio prolazi kroz bazu u kolektor, uzrokujući struju kolektora. Kod NPN tranzistora osnovnu struju čine elektroni, a kod PNP tranzistora šupljine. Struje emitera, baze i kolektora međusobno su proporcionalne. U najčešće korištenom spoju zajedničkog emitera mala promjena ulazne struje baze uzrokuje veliku promjenu izlazne struje kolektora, čime se ostvaruje pojačavajuće djelovanje tranzistora u pojačanju signala. Bipolarni tranzistor upotrebljava se i kao sklopka. Ovisno o ulaznoj struji baze, tranzistor se prebacuje iz područja zapiranja u područje zasićenja i obratno; u području zapiranja radi kao isključena sklopka uz zanemarive struje, a u području zasićenja kao uključena sklopka uz mali pad napona između kolektora i emitera.

#### Unipolarni tranzistor
Unipolarni tranzistor označava se kraticom FET (engl. Field Effect Transistor: tranzistor upravljan poljem). FET ima tri osnovne elektrode: uvod (S), upravljačku elektrodu (G) i odvod (D). Naponom priključenim između uvoda i upravljačke elektrode modulira se poluvodički otpor (nazvan kanal) između uvoda i odvoda, čime se upravlja strujom odvoda. Ovisno o tipu poluvodiča u kanalu razlikuju se n-kanalni i p-kanalni FET-ovi. Rad FET-ova određuje tok samo jednoga tipa nosilaca – elektrona kod n-kanalnih i FET-ova šupljina kod p-kanalnih. Upravljačka elektroda električki je izolirana od kanala te se FET-ovi odlikuju velikim ulaznim otporom. Ovisno o konstrukciji rabi se više tipova FET-ova. Kod JFET-a (engl. Junction FET: spojni FET) kanal i upravljačka elektroda čine zaporno polarizirani pn-spoj, a kod MESFET-a (engl. Metal-Semiconductor FET: metalni poluvodički FET) zaporno polarizirani pn-spoj zamijenjen je zaporno polariziranim spojem metal-poluvodič. Kod MOSFET-a (engl. Metal-Oxide-Semiconductor FET: metalnooksidni poluvodički FET) metalna ili polisilicijska upravljačka elektroda izolirana je od kanala tankim slojem silicijeva dioksida (SiO2). MOSFET ima četvrtu elektrodu, podlogu (B), koja se najčešće spaja s uvodom. Posebna vrsta FET-ova je HEMT (engl. High Electron Mobility Transistor: tranzistor s visokom pokretljivosti elektrona). Poput bipolarnoga tranzistora, FET-ovi se rabe kao pojačavajući elementi ili kao naponom upravljane sklopke.
Bipolarni tranzistori strujno su upravljani elementi, a FET-ovi naponski upravljivi. Bipolarni tranzistori imaju veću strminu, pa su pojačanja pojačala realiziranih s bipolarnim tranzistorima veća od pojačanja pojačala s FET-ovima. Uz to su bipolarni tranzistori brži i uz iste dimenzije daju jaču struju od FET-ova. Bipolarni se tranzistori mogu upravljati svjetlosnim snopom, što se primjenjuje u izvedbi fototranzistora (fotomultiplikator), elemenata za pretvorbu svjetlosnoga signala u optički. Glavna je prednost FET-ova velik ulazni otpor. Temperaturni je koeficijent izlazne struje FET-ova negativan, a bipolarnih tranzistora pozitivan, pa su FET-ovi pogodniji tranzistori za konstrukciju pojačala snage.
Osnovni poluvodički materijal za realizaciju bipolarnih tranzistora, JFET-ova i MOSFET-ova, i dalje je silicij. U nekim se izvedbama bipolarnih tranzistora i MOSFET-ova silicij kombinira s germanijem (silicijsko-germanijski tranzistori, SiGe), ponajprije radi povećanja brzine rada. Većom brzinom rada odlikuju se tranzistori koji se kao poluvodičkim materijalom koriste galijevim arsenidom (GaAs). Od galijeva arsenida izrađuju se MESFET-ovi, a od kombinacije galijeva arsenida i aluminij-galijeva arsenida (AlGaAs) proizvode se heterospojni bipolarni tranzistori (HBT-ovi – od engl. Heterojunction Bipolar Transistor) i HEMT-ovi. Naziv HBT upotrebljava se i za silicijsko-germanijske bipolarne tranzistore.
Zahvaljujući dobrim svojstvima poput velike brzine rada, male potrošnje, velike pouzdanosti i male cijene, tranzistori su osnovni elementi elektroničkih sklopova različitih funkcija poput pojačala, stabilizatora, modulatora, generatora signala, digitalnih logičkih sklopova, poluvodičkih memorija i slično. Kao diskretne komponente u zasebnim kućištima, tranzistori se proizvode za različite namjene. Uz tranzistore opće namjene, s ujednačenim karakteristikama, izrađuju se tranzistori s optimiranim karakteristikama za pojedine primjene, na primjer visokofrekvencijski tranzistori, tranzistorske sklopke, visokonaponski tranzistori i tranzistori snage.
U većoj mjeri tranzistori se rabe kao dio integriranih sklopova u kojima se u istoj, najčešće silicijskoj, pločici integrira velik broj tranzistora i ostalih elemenata (dioda, otpornika, kondenzatora). Analogni integrirani sklopovi poput operacijskih pojačala i stabilizatora temelje se pretežno na primjeni bipolarnih tranzistora. Ulazni tranzistori integriranih operacijskih pojačala često su JFET-ovi, koji osiguravaju veliki ulazni otpor pojačala. Većina digitalnih integriranih sklopova izvodi se u komplementarnoj MOS-tehnici (CMOS), u kojoj se upotrebljavaju komplementarni parovi n-kanalnih i p-kanalnih MOSFET-ova. Zahvaljujući jednostavnosti i malim dimenzijama MOSFET-ova te maloj potrošnji, u komplementarnoj MOS-tehnici realiziraju se integrirani sklopovi velike složenosti poput mikroprocesora i memorijskih sklopova s više od 109 tranzistora. Često se u komplementarnoj MOS-tehnici u istom integriranom sklopu uz digitalne funkcije izvode i analogne. Optimalna svojstva složenih integriranih sklopova postižu se kombinacijom MOSFET-a i bipolarnih tranzistora u BiCMOS-tehnici (naziv BiCMOS upućuje na istodobno korištenje bipolarnih komplementarnih MOS-tranzistora na istoj silicijskoj pločici). Najbrži su integrirani sklopovi od galijeva arsenida temeljeni na primjeni MESFET-ova i HEMT-ova. Takvi se sklopovi najčešće rabe u visokofrekvencijskim komunikacijskim uređajima, na primjer u mobilnoj telefoniji.